# Grand Prix automobile de Turin
Ne doit pas être confondu avec le Grand Prix de Turin en cyclisme
Le Grand Prix automobile de Turin, également  connu sous le nom de Grand Prix de Valentino, est une course automobile créée en 1935 et disparue en 1955. 
Elle se déroulait sur le circuit urbain du Parc du Valentino et fut officiellement Grand Prix d'Italie en 1948.

## Palmarès
| Année     | Vainqueur           | Voiture    | Résultats |           |
| --------- | ------------------- | ---------- | --------- | --------- |
| 1935      | Tazio Nuvolari      | Alfa Romeo | Résultats |           |
| 1936      | Non couru           | Non couru  | Non couru | Non couru |
| 1937      | Antonio Brivio      | Alfa Romeo | Résultats |           |
| 1938-1945 | Non couru           | Non couru  | Non couru | Non couru |
| 1946      | Achille Varzi       | Alfa Romeo | Résultats |           |
| 1947      | Raymond Sommer      | Ferrari    | Résultats |           |
| 1948      | Jean-Pierre Wimille | Alfa Romeo | Résultats |           |
| 1949-1951 | Non couru           | Non couru  | Non couru | Non couru |
| 1952      | Luigi Villoresi     | Ferrari    | Résultats |           |
| 1953-1954 | Non couru           | Non couru  | Non couru | Non couru |
| 1955      | Alberto Ascari      | Lancia     | Résultats |           |